# Chaplin tulákem
Chaplin tulákem (anglicky The Tramp) je americký němý film z roku 1915. Snímek režíroval Charlie Chaplin a zahrál si i hlavní roli Tuláka. Právě v tomto filmu byl vytvořen charakter postavy s typickými vlastnostmi, který zůstal v mírných obdobách zachován i v pozdějších snímcích.
Jako mnoho amerických filmů z té doby, byl i tento předmětem cenzurního zásahu. Vystřižena byla například scéna, ve které si Tulák chladí připálený zadek vodou z odpadního potrubí.

## Děj

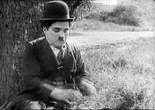
Tulák odpočívá v lesíku u cesty

Tuláka kráčejícího uprostřed silnice dvakrát málem srazí auto, tak si raději jde odpočinout do blízkého lesíka. Ovšem klidu mu není dopřáno ani tam, protože se objeví trojice lupičů. První z nich mu nejprve potajmu ukradne velký kus sýra, který potměšile vymění za cihlu. Potom se všichni tři pokusí okrást o peníze dívku, která tudy právě prochází. Tulák je však postupně všechny zneškodní; jeho ranec nyní obtěžkaný cihlou se ukáže jako skvělá zbraň k omráčení protivníka.
Vděčná dívka přivede Tuláka domů na farmu a představí ho otci jako svého zachránce. Ten Tulákovi nabízí, že může za odměnu na farmě zůstat a pracovat. Tulák souhlasí, farmářova dcera ho evidentně okouzlila a rád by zůstal v její blízkosti.
Spolupráce s jiným pomocným dělníkem na farmě se však ukazuje jako problematická; spíše než pomoci se mu od Tuláka dostane neustálého popichování vidlemi, zpočátku spíše z nešikovnosti, později i z poťouchlé zlomyslnosti. Ani vytahování pytlů s moukou na půdu se nebejde bez karambolů, většina z nich spadne na hlavu rozlícenému farmáři, jehož hněv se neprávem obrátí proti nevinnému pomocníkovi. Další práce je pro Tuláka poněkud příjemnější; pomáhá dívce s dojením mléka. Skvěle se přitom baví a náladu jim nezkazí, ani když Tulák do čerstvě nadojeného mléka šlápne.
Zanedlouho se u farmy opět objeví tři lupiči. Náhodně se potkají s Tulákem a navrhnou mu, že se s ním rozdělí o kořist, když je vpustí do domu. Ten naoko souhlasí a přistaví jim žebřík k oknu. Když se pokoušejí po něm vlézt do domu, tak jsou zneškodněni dřevěnou palicí a dávají se na útěk. Tulák je pronásleduje a při přelézání plotu se lehce zraní na noze. Farmářova dcera ho starostivě ošetřuje a zraněný hrdina je v sedmém nebi.
Zdánlivě idylická situace však netrvá dlouho, protože u domu zastaví auto a z něj vystoupí mladý švihák. Tulák je zaskočen; podle vřelého uvítání a vášnivých polibků je zřejmé, že to je dívčin snoubenec. Hořké zklamání na sobě Tulák nedává znát, ale ví, že v domě už nemůže zůstat. Napíše vzkaz na rozloučenou a po chvíli už je zpět na prašné silnici a mizí v dáli…

## Herecké obsazení

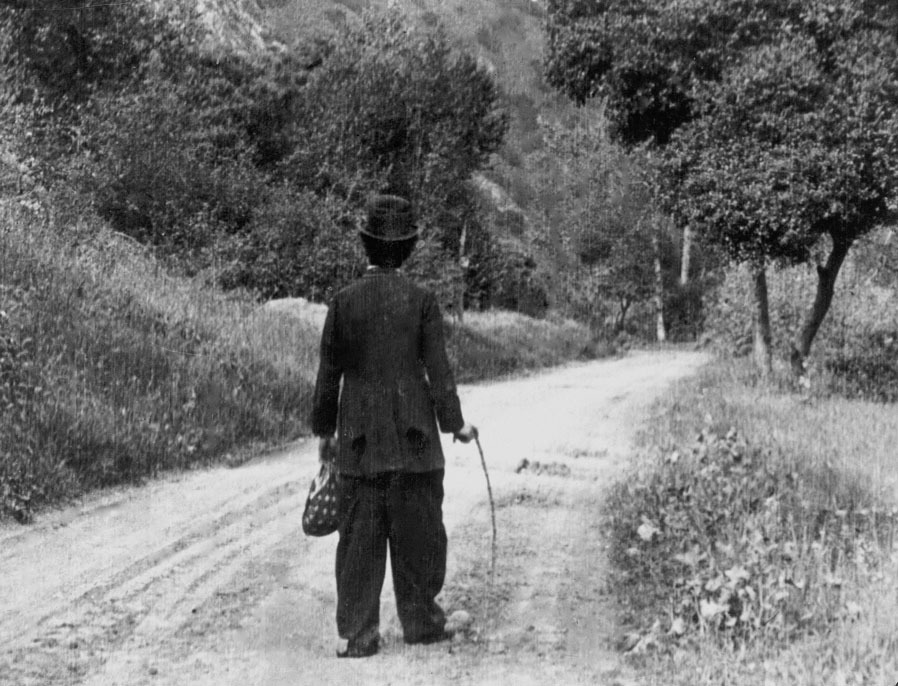
Nešťastný Tulák zklamaně opuští farmu

| Charlie Chaplin | Tulák                        |
| Edna Purviance  | farmářova dcera              |
| Lloyd Bacon     | její snoubenec / druhý lupič |
| Leo White       | první lupič                  |
| Bud Jamison     | třetí lupič                  |
| Ernest Van Pelt | farmář                       |
| Paddy McGuire   | pomocník na farmě            |